# Jack Mulhall
Pour les articles homonymes, voir Mulhall.
Jack Mulhall est un acteur et producteur américain né le 7 octobre 1887 à Wappingers Falls, État de New York (États-Unis), mort le 1er juin 1979 à Woodland Hills (Los Angeles).

## Filmographie

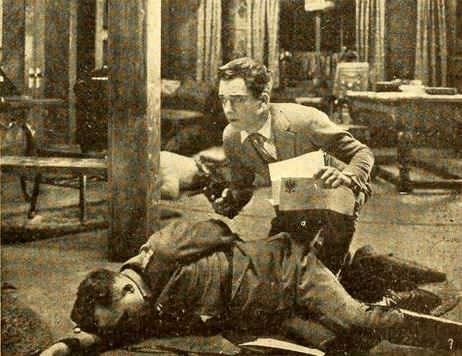
Dans Whom the Gods Would Destroy (1919)

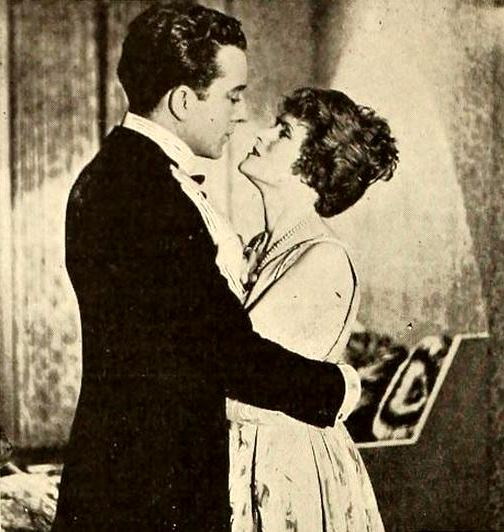
Avec Emmy Wehlen dans A Favor to a Friend (1919)

### Comme acteur

#### Années 1910-1915
- 1910 : Le Fugitif (en) (The Fugitive) de D. W. Griffith : Le nouveau petit ami
- 1910 : Rayon de soleil (it) (Sunshine Sue) de D. W. Griffith : Employé du magasin de pianos
- 1910 : A Child's Stratagem (it) de D. W. Griffith
- 1913 : The House of Discord (en) de James Kirkwood Sr.
- 1914 : Classmates (en) de James Kirkwood Sr.
- 1914 : Strongheart (en) de James Kirkwood Sr. : Un homme dans la foule du stade
- 1914 : Who's Looney Now?
- 1914 : The Fall of Muscle-Bound Hicks de Dell Henderson
- 1914 : Our Home-Made Army
- 1914 : They Called It 'Baby'
- 1914 : The Broken Rose (it)
- 1914 : All for Business (it)
- 1914 : A Better Understanding
- 1914 : The Girl and the Miser
- 1914 : Blacksmith Ben de J. Farrell MacDonald
- 1914 : Little Miss Make-Believe
- 1914 : For Her People
- 1914 : The Suffering of Susan
- 1915 : All for the Boy
- 1915 : The Gang's New Member
- 1915 : Père Goriot (it) de Travers Vale
- 1915 : Their Divorce Suit
- 1915 : Rose o' the Shore (it)
- 1915 : The Deputy's Duty (it)
- 1915 : The Soup Industry
- 1915 : His Brother's Keeper
- 1915 : The Bridge Across (it)
- 1915 : The Girl and the Matinee Idol (it)
- 1915 : One Hundred Dollars (it)
- 1915 : When Hearts Are Young (it)
- 1915 : His Poor Little Girl
- 1915 : A Much-Needed Lesson
- 1915 : The Little Scapegoat
- 1915 : Bobby's Bargain : Bobby
- 1915 : His Ward's Scheme d'Edward Morrissey
- 1915 : The Girl Hater d'Edward Morrissey
- 1915 : Love's Melody d'Edward Morrissey
- 1915 : The Little Runaways d'Edward Morrissey
- 1915 : A Letter to Daddy (it) d'Edward Morrissey
- 1915 : The Fixer d'Edward Morrissey
- 1915 : The Little Slavey d'Edward Morrissey
- 1915 : His Last Wish d'Edward Morrissey
- 1915 : The Need of Money d'Edward Morrissey
- 1915 : Dora de Travers Vale
- 1915 : At the Road's End
- 1915 : A Kentucky Episode
- 1915 : The Girl Who Didn't Forget de Walter V. Coyle
- 1915 : Arline's Chauffeur
- 1915 : Harvest
- 1915 : The Sheriff's Trap de George Morgan (en)
- 1915 : A Woman Without a Soul de J. Farrell MacDonald
- 1915 : Her Stepchildren : Frank
- 1915 : The Tides of Retribution (it) de J. Farrell MacDonald

#### Années 1916-1920
- 1916 : The Avenging Shot
- 1916 : The Skating Rink
- 1916 : Stronger Than Woman's Will de J. Farrell MacDonald
- 1916 : The Chain of Evidence de Walter V. Coyle
- 1916 : The Iron Will de J. Farrell MacDonald
- 1916 : The Guilt of Stephen Eldridge de J. Farrell MacDonald
- 1916 : The Mystery of Orcival (it) de J. Farrell MacDonald
- 1916 : The Rejuvenation of Aunt Mary d'Edward Dillon
- 1916 : Alias Jimmy Barton (it)
- 1916 : The Man Who Called After Dark (it) de Walter V. Coyle
- 1916 : Celeste (it) de Walter V. Coyle
- 1916 : A Spring Chicken (it) de Dell Henderson
- 1916 : Merry Mary (it)
- 1916 : The Crimson Yoke (it) de Cleo Madison et William V. Mong : Casimir
- 1916 : The Whirlpool of Destiny d'Otis Turner : George Bell
- 1916 : Wanted: A Home (it) de Phillips Smalley et Lois Weber : Dr Prine
- 1916 : The Place Beyond the Winds de Joseph De Grasse : Dick Travers
- 1916 : The Eyes of Love de Fred Kelsey
- 1916 : The Price of Silence de Joseph De Grasse : Ralph Kelton
- 1916 : The Prodigal Daughter (it) d'Allen Holubar
- 1917 : Fighting for Love (en) de Raymond Wells : Jim
- 1917 : Love Aflame de James Vincent (en) et Raymond Wells : Jack Calvert
- 1917 : The Terror de Raymond Wells : Chuck Connelly
- 1917 : The Saintly Sinner de Raymond Wells : George Barnes
- 1917 : Mr. Dolan of New York (en) de Raymond Wells : Jimmy Dolan
- 1917 : Her Primitive Man de Harry D'Elba
- 1917 : The Hero of the Hour (en) de Raymond Wells : Billy Brooks
- 1917 : The Gunman's Gospel de Raymond Wells
- 1917 : The Flame of Youth d'Elmer Clifton : Jimmy Gordon
- 1917 : Three Women of France de Ruth Ann Baldwin (en)
- 1917 : High Speed de George L. Sargent (it) et Elmer Clifton : 'Speed' Cannon
- 1917 : The Midnight Man (en) d'Elmer Clifton : Bob Moore
- 1917 : Les Sirènes de la mer (en) (Sirens of the Sea) d'Allen Holubar : Gerald Waldron
- 1918 : The Grand Passion (en) d'Ida May Park : Jack Ripley
- 1918 : The Flames of Chance de Raymond Wells : Harry Ledyard
- 1918 : Madame Spy (it) de Douglas Gerrard : Robert Wesley
- 1918 : Cœurs esclaves (en) (Wild Youth) de George Melford : Orlando Guise
- 1918 : Le Rachat suprême (The Whispering Chorus) de Cecil B. DeMille : prêtre
- 1918 : L'Avion fantôme (en) (The Brass Bullet) de Ben F. Wilson : Jack James
- 1918 : Le Mignard (Danger, Go Slow) de Robert Z. Leonard : Jimmy « l'anguille »
- 1919 : Après la pluie, le beau temps (Don't change your Husband) de Cecil B. DeMille
- 1919 : Les Marches qui craquent (Creaking Stairs) de Rupert Julian : Fred Millard
- 1919 : Ceux que les dieux détruiront (Whom the Gods Would Destroy) de Frank Borzage
- 1919 : Fools and Their Money (en) de Herbert Blaché : Richard Tompkins
- 1919 : The Solitary Sin (it) de Frederic Richard Sullivan (en) : Bob Meredith adulte
- 1919 : A Favor to a Friend (en) de John Ince : Robert Garrison
- 1919 : Les Aïeux ordonnent (The Spite Bride) de Charles Giblyn : Rodney Dolson
- 1919 : Le Cœur et la petite main (The Merry-Go-Round) d'Edmund Lawrence : Jack Hamilton
- 1919 : La Rose messagère (Should a Woman Tell?) de John Ince : Albert Tuley

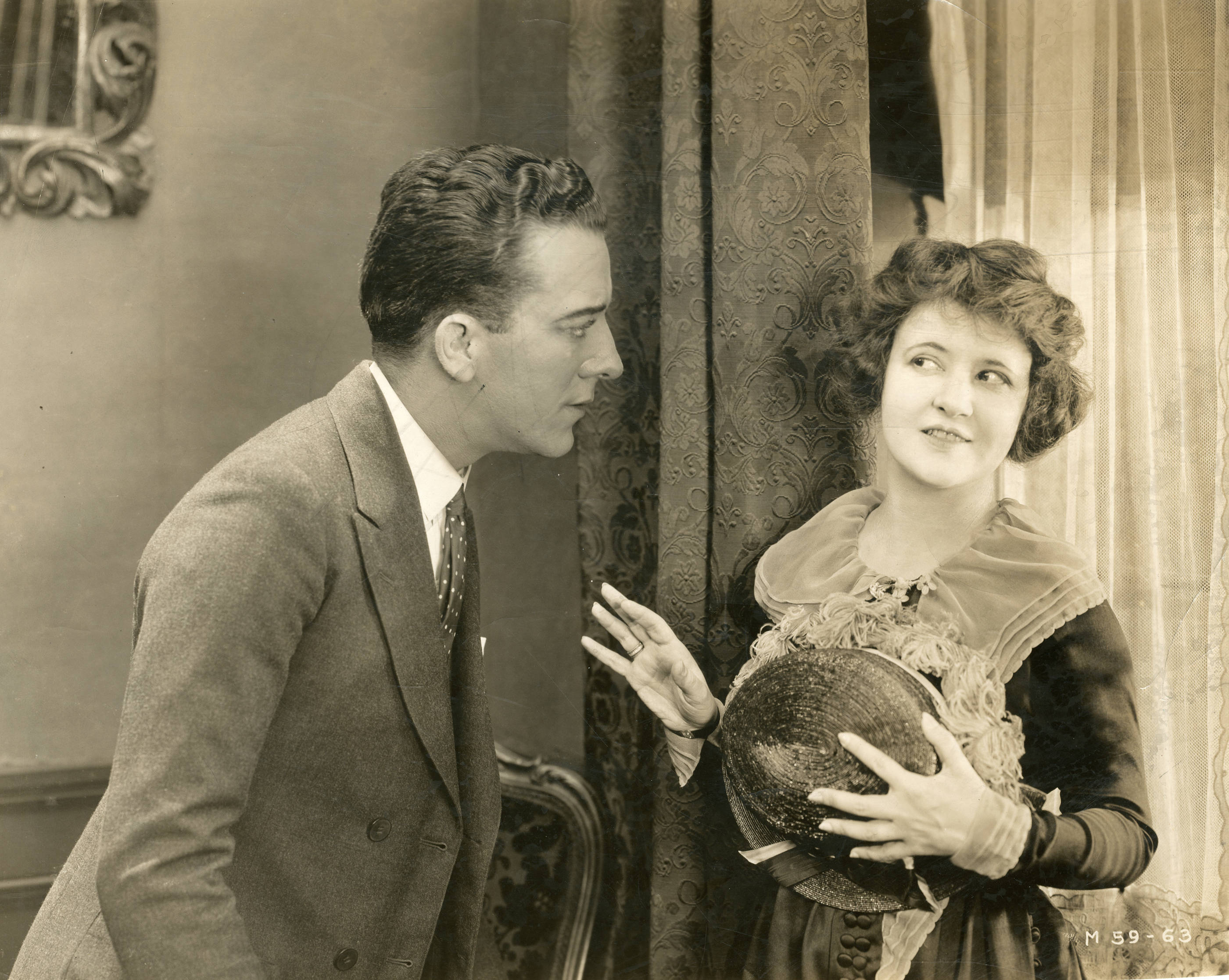
Avec Marguerite Clark dans Marions Maman (1920)

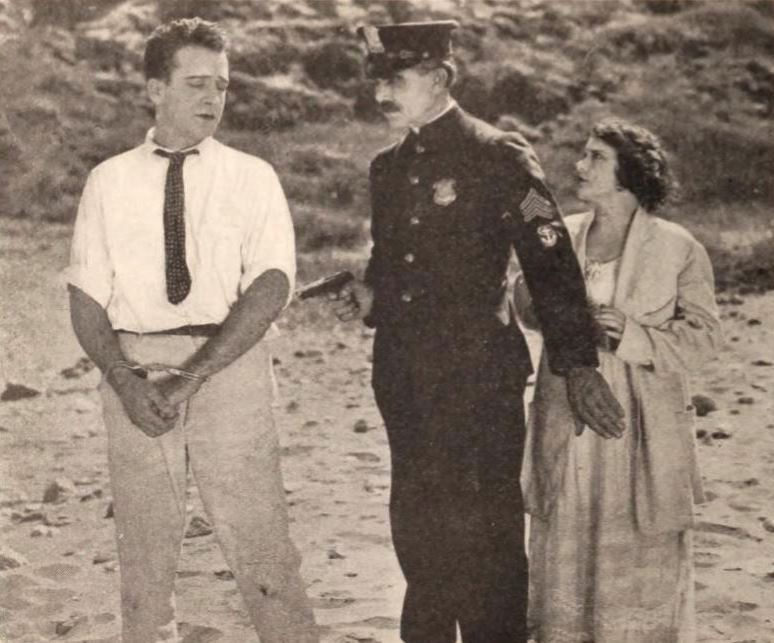
(À gauche) dans The Off-Shore Pirate (1921)

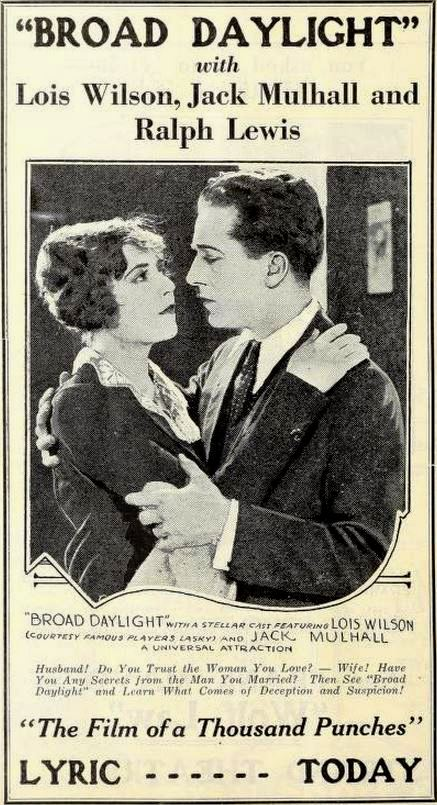
Dans Broad Daylight (1922)

#### Années 1920-1925
- 1920 : Marions Maman (All of a Sudden Peggy) de Walter Edwards : Honorable Jimmy Keppel
- 1920 : Miss Hobbs (en) de Donald Crisp : Percy Hackett
- 1920 : The Hope (en) de Herbert Blaché : Harold, Lord Ingestre
- 1920 : You Never Can Tell de Chester M. Franklin : Prince
- 1921 : Sleeping Acres
- 1921 : The Off-Shore Pirate (en) de Dallas M. Fitzgerald : Toby Moreland
- 1921 : L'Indésirable (en) (The Little Clown) de Thomas N. Heffron : Dick Beverley
- 1921 : Villégiature gratuite (Two Weeks with Pay) de Maurice S. Campbell : J. Livingston Smith
- 1921 : The Ne'er to Return Road de Bertram Bracken
- 1921 : Rêve de seize ans (Molly O')  de F. Richard Jones : Dr John S. Bryant
- 1921 : Sleeping Acres (en) de Bertram Bracken
- 1922 : Fourteenth Lover (en) de Harry Beaumont : Richard Hardy
- 1922 : Les Bons Larrons (Turn to the Right) de Rex Ingram : Joe Bascom
- 1922 : Midnight (en) de Maurice S. Campbell : Jack Dart
- 1922 : La Somnambule (en) (The Sleep Walker) d'Edward LeSaint : Phillip Carruthers
- 1922 : Dusk to Dawn de King Vidor : Philip Randall
- 1922 : Cœur de père (Flesh and Blood) d'Irving Cummings : Ted Burton
- 1922 : White and Yellow d'Edward A. Kull
- 1922 : The Channel Raiders d'Edward A. Kull
- 1922 : Broad Daylight d'Irving Cummings : Joel Morgan
- 1922 : Pirates of the Deep d'Edward A. Kull
- 1922 : La Loi de la mer (The Law of the Sea) d'Edward A. Kull
- 1922 : La Loi maudite (en) (The Forgotten Law) de James W. Horne : Victor Jarnette
- 1922 : The Siege of the Lancashire Queen d'Edward A. Kull
- 1922 : Heroes of the Street (en) de William Beaudine : Howard Lane
- 1923 : Dangerous Waters
- 1923 : The Social Buccaneer : Jack Norton
- 1923 : The Yellow Handkerchief
- 1923 : Broad Daylight d'Irving Cummings
- 1923 : The Wolves of the Waterfront
- 1923 : À l'abri des lois (Within the Law) de Frank Lloyd : Richard Gilder
- 1923 : Amazing Grace : Gordon Smith
- 1923 : Call of the Wild : John Thornton
- 1923 : The Bad Man : Gilbert Jones
- 1923 : The Marriage Market : Wilton Carruthers
- 1923 : Docteur Karlov (Drums of Jeopardy) de George B. Seitz : Jerome Hawksley
- 1924 : The Goldfish : Jimmy Wetherby
- 1924 : Dans les mailles du filet (Into the Net) : Bob Clayton
- 1924 : The Naked Truth de George D. Walters : Bob
- 1924 : The Breath of Scandal : Bill Wallace
- 1924 : Pour un collier de perles (Folly of Vanity) de Henry Otto et Maurice Elvey : Robert
- 1925 : Three Keys : Jack Millington
- 1925 : Tourbillon de jeunesse (The Mad Whirl) : Jack Herrington
- 1925 : Friendly Enemies
- 1925 : She Wolves : Lucien 'D'Artois
- 1925 : Wild West : Jimmy Whitehawk
- 1925 : L'alouette au miroir (Classified) : Lloyd Whiting
- 1925 : We Moderns : John Ashler
- 1925 : Joanna : John Wilmore

#### Années 1926-1929
- 1926 : The Far Cry : Dick Clayton
- 1926 : Pleasures of the Rich de Louis J. Gasnier : Frank Clayton
- 1926 : The Dixie Merchant, de Frank Borzage : Jimmy Pickett
- 1926 : Silence : Arthur Lawrence
- 1926 : Sweet Daddies : Jimmy O'Brien
- 1926 : Les Surprises du métro (Subway Sadie) : Herb McCarthy
- 1926 : God Gave Me Twenty Cents : Steve Doren
- 1926 : Just Another Blonde : Jimmy O'Connor
- 1927 : Orchids and Ermine : Richard Tabor
- 1927 : See You in Jail : Jerry Marsden
- 1927 : The Poor Nut : John Miller
- 1927 : Smile, Brother, Smile : Jack Lowery
- 1927 : The Crystal Cup : Geoffrey Pelham
- 1927 : Man Crazy : Jeffery Pell
- 1928 : Ladies' Night in a Turkish Bath : « Speed » Dawson
- 1928 : Lady Be Good : Jack
- 1928 : The Butter and Egg Man : Peter Jones
- 1928 : Waterfront : Jack Dowling
- 1928 : La Petite Dame du vestiaire (Naughty Baby) de Mervyn LeRoy : Terry Vandeveer
- 1929 : Mademoiselle et son chauffeur (Children of the Ritz) de John Francis Dillon : Dewey Haines
- 1929 : Two Weeks Off : Dave Pickett
- 1929 : Twin Beds : Danny Brown
- 1929 : Rues sombres (Dark Streets) de Frank Lloyd : Pat McGlone / Danny McGlone

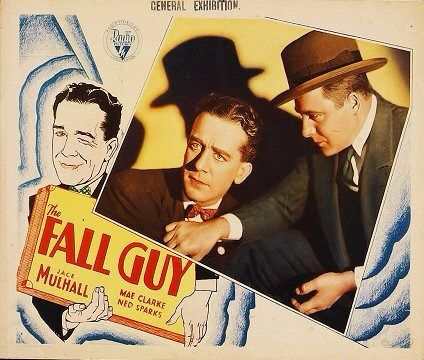
Dans The Fall Guy (1930)

- 1929 : The Show of Shows

#### Années 1930-1935
- 1930 : Second Choice : Owen Mallery
- 1930 : In the Next Room : James Godfrey
- 1930 : The Golden Calf : Philip Homer
- 1930 : Show Girl in Hollywood : Jimmy Doyle
- 1930 : The Fall Guy (en) : Johnny Quinlan
- 1930 : Road to Paradise : George Wells
- 1930 : For the Love o' Lil de James Tinling : Wyn Huntley
- 1930 : Pour décrocher la lune (Reaching for the Moon) : Jimmy Carrington
- 1931 : Le Retour à l'amour (Lover Come Back) : Tom Evans
- 1931 : Night Beat (en) de George B. Seitz : Johnny
- 1932 : Sally of the Subway : Ludwig
- 1932 : Murder at Dawn : Danny
- 1932 : Sinister Hands : Detective Capt. Herbert Devlin
- 1932 : Love Bound : Richard Randolph
- 1932 : Passport to Paradise : Bob
- 1932 : Hell's Headquarters : Ross King
- 1933 : The Three Musketeers : Clancy
- 1933 : Curtain at Eight : Carey Weldon
- 1933 : Secret Sinners : Jeff Gilbert
- 1933 : The Mystery Squadron : Henry « Hank » Davis
- 1934 : Many Happy Returns (en) de Norman Z. McLeod : Assistant
- 1934 : Burn 'Em Up Barnes (en) de Colbert Clark et Armand Schaefer : « Burn'em-Up » Barnes
- 1934 : Whom the Gods Destroy (en) de Walter Lang : Lead man in show
- 1934 : La Parade du rire (film, 1934) (The Old Fashioned Way) de William Beaudine : Dick Bronson
- 1934 : Une femme diabolique (The Notorious Sophie Lang) de Ralph Murphy : employé
- 1934 : The Human Side : Acteur
- 1934 : Cléopâtre  (Cleopatra) : Roman greeting Antony
- 1934 : Le Témoin imprévu (Evelyn Prentice) : Gregory « Greg »
- 1934 : Une riche affaire (It's a Gift) : Butler
- 1934 : La Course de Broadway Bill (Broadway Bill)
- 1934 : Bandits and Ballads
- 1934 : La Métisse (Behold My Wife) : Reporter at train
- 1934 : The Dancing Millionaire
- 1934 : One Hour Late : Whittaker
- 1934 : I've Been Around : Undetermiend Role
- 1935 : La Dame en rouge (The Woman in Red) : Mr. Crozier, Seated Guest on Yacht
- 1935 : George White's 1935 Scandals : Theatre Ticket Seller
- 1935 : Straight from the Heart : Reporter
- 1935 : Mississippi : Duelist
- 1935 : Wig-Wag : Jack
- 1935 : Roaring Roads : Donald
- 1935 : Fighting Lady : George Davis
- 1935 : Reckless : Paul's Restrainer in Bar
- 1935 : Love in Bloom : Beggar
- 1935 : Le Mouchard (The Informer) de John Ford : Man at Wake
- 1935 : The Headline Woman (en) de William Nigh : Police Sgt. Blair
- 1935 : On murmure dans la ville (People Will Talk) : Sam Baxter
- 1935 : What Price Crime? : Det. Hoppy Hopkins
- 1935 : Paris in Spring : George, Cafe Simone Doorman
- 1935 : Chinatown Squad : Desk Clerk, St. Francis Hotel
- 1935 : Pickled Peppers
- 1935 : La Clé de verre
- 1935 : Aimez-moi toujours (Love Me Forever) : Gambler
- 1935 : Brigade spéciale (Men Without Names), de Ralph Murphy : Reporter
- 1935 : Lady Tubbs : Clerk
- 1935 : Le Mirage de l'amour : Secretary
- 1935 : Here Comes the Band : Soldier
- 1935 : Two for Tonight : Gordon's Doctor
- 1935 : Reine de beauté (Page Miss Glory) : Reporter
- 1935 : Le Gai Mensonge (The Gay Deception) : Bank Teller
- 1935 : Symphonie burlesque (The Big Broadcast of 1936) : Radio Executive
- 1935 : His Night Out (en) : Salesman
- 1935 : Les Derniers Jours de Pompéi (The Last Days of Pompeii) : Citizen of Pompeii
- 1935 : Your Uncle Dudley : Advertising Man
- 1935 : Skull and Crown : Border Patrolman Ed
- 1935 : The Shadow of Silk Lennox : Ferguson, alais « Fingers » Farley

#### Années 1936-1939
- 1936 : Les Vengeurs de Buffalo Bill (en) (Custer's Last Stand) d'Elmer Clifton : Lieutenant Cook
- 1936 : Strike Me Pink : Stagedoor Johnny with Flowers
- 1936 : Transatlantic Follies (Anything Goes) : Purser
- 1936 : A Face in the Fog : Reardon
- 1936 : Annie du Klondike (Klondike Annie) : Officer
- 1936 : Sa femme et sa secrétaire (Wife vs. Secretary) : Howard, Party Guest
- 1936 : L'Homme sans visage (Preview Murder Mystery) de Robert Florey : Jack Rawlins
- 1936 : The Amazing Exploits of the Clutching Hand (en) : Craig Kennedy
- 1936 : The Country Beyond : Mountie
- 1936 : Treize Heures dans l'air (Thirteen Hours by Air) de Mitchell Leisen : Horace Lander
- 1936 : One Rainy Afternoon, de Rowland V. Lee
- 1936 : Show Boat : Race Fan
- 1936 : Undersea Kingdom (en) de B. Reeves Eason et Joseph Kane : Lt. Andrews [Chs. 1, 12]
- 1936 : La Taverne maudite (The Rogues' Tavern) de Bob Hill : Bill
- 1936 : The Last Outlaw (en)
- 1936 : The Crime of Dr. Forbes : Pinkey
- 1936 : Kelly of the Secret Service : George Lesserman
- 1936 : Charlie Chan aux courses (Charlie Chan at the Race Track) : Second purser
- 1936 : Hollywood Boulevard : Man at bar
- 1936 : Straight from the Shoulder : Reporter
- 1936 : Wives Never Know : Scout
- 1936 : Calibre neuf millimètres (Murder with Pictures) de Charles Barton : Girard Henchman
- 1936 : The Big Broadcast of 1937 : Clerk
- 1936 : Une fine mouche (Libeled Lady) : Barker
- 1936 : Bonne Blague (Wedding Present) : Reporter
- 1936 : Without Orders : Jake, the Airport Guard
- 1936 : Under Your Spell : Court Clerk
- 1936 : L'Ennemie bien-aimée (Beloved Enemy) de H. C. Potter : Casey
- 1937 : Secret Valley (en) de Howard Bretherton : Russell Parker
- 1937 : Le destin se joue la nuit (History Is Made at Night) : Waiter
- 1937 : L'Amour en première page (Love Is News) : Yacht Salesman
- 1937 : Internes Can't Take Money : First Mug
- 1937 : À l'est de Shanghaï (Wings Over Honolulu) : Officer
- 1937 : Armored Car : Manny
- 1937 : Dangerous Holiday : Police Sergeant at the Dinergeant
- 1937 : Casse-cou (Born Reckless) : Kane's Co-Driver
- 1937 : Le Couple invisible (Topper) : Irate Nightclub Paron
- 1937 : L'Or et la femme (The Toast of New York) : Broker
- 1937 : The Boss Didn't Say Good Morning : John Jones
- 1937 : Deanna et ses boys (One hundred men and a girl) : Rudolph
- 1937 : Framing Youth : Radio Announcer
- 1937 : Sky Racket (en) de Sam Katzman : Meggs
- 1937 : Musique pour madame (Music for Madame) : Wedding Guest
- 1937 : Saturday's Heroes : Desk Clerk
- 1937 : Radio Patrol : Desk Sergeant
- 1937 : L'Amateur gangster (Amateur Crook) : Jan Jaffin
- 1937 : Les Aventures de Richard le Téméraire (Tim Tyler's Luck) : Sgt. Gates
- 1938 : The Spy Ring : Capt. Tex Randolph
- 1938 : Délicieuse (Mad About Music) :
- 1938 : Of Human Hearts : Soldier Holding Pilgrim, the Horse
- 1938 : Flash Gordon's Trip to Mars : Bomber captain
- 1938 : Outlaws of Sonora (en) de George Sherman : Doctor George Martin
- 1938 : Casier judiciaire (You and Me) : Floorwalker
- 1938 : Held for Ransom : Det. J.J. Morrison
- 1938 : Crime Ring : Detective Brady
- 1938 : Chasseurs d'accidents (The Chaser) : Joe, Brandon Henchman
- 1938 : The Gladiator : Spectator at Wrestling Match
- 1938 : Swing That Cheer de Harold D. Schuster : Manager
- 1938 : Sharpshooters : Photographer
- 1938 : Tempête (The Storm) de Harold Young : Harry Blake
- 1939 : Home on the Prairie (en) de Jack Townley (en) : Dr Sommers
- 1939 : Buck Rogers : Captain Rankin
- 1939 : Le Lien sacré (Made for Each Other) : Rock Springs Radio Operator
- 1939 : Les trois jeunes filles ont grandi (Three Smart Girls Grow Up) d'Henry Koster : Butler
- 1939 : Les Conquérants (Dodge City) : Station agent
- 1939 : Outlaws' Paradise : Prison Warden
- 1939 : Le monde est merveilleux (It's a Wonderful World) de W. S. Van Dyke : Reporter with Vivian
- 1939 : 6000 Enemies : O'Toole
- 1939 : Scouts to the Rescue : Scoutmaster Hale [Ch. 1]
- 1939 : Premier Amour (First Love) de Henry Koster : Terry, Chauffeur
- 1939 : Joe and Ethel Turp Call on the President (it) de Robert B. Sinclair : Policeman
- 1939 : André Hardy détective (Judge Hardy and Son) : Interne

#### Années 1940-1945
- 1940 : That Inferior Feeling : guichetier à la banque
- 1940 : Broadway qui danse (Broadway Melody of 1940) : George le portier
- 1940 : The Heckler (voix)
- 1940 : Vendredi 13 (Black Friday) d'Arthur Lubin : le patron du bar
- 1940 : Le Cargo maudit (Strange Cargo) : Dunning
- 1940 : Grandpa Goes to Town de Gus Meins
- 1940 : A Failure at Fifty : rôle mineur
- 1940 : Monsieur Wilson perd la tête (I Love You Again) de W. S. Van Dyke : l'ouvrier disant Seventy hours...
- 1940 : The Golden Fleecing (en) : reporter
- 1940 : Deux Nigauds chez les barbus (Comin' Round the Mountain) : vendeur
- 1940 : En avant la musique (Strike Up the Band) : Man Phoning in Contest Winner
- 1940 : Dulcy (en) de King Vidor : homme d'affaires au meeting
- 1940 : Third Finger, Left Hand de Robert Z. Leonard : guide aux chutes du Niagara
- 1940 : Vive le bonheur ! (A Little Bit of Heaven) :
- 1940 : The Quarterback : docteur
- 1940 : Le Fils de Monte-Cristo (The Son of Monte Cristo) : Schmidt
- 1940 : Mysterious Doctor Satan (en) (Mysterious Doctor Satan) : le chef de police Rand [Chs. 1, 4, 13]
- 1941 : Caught in the Act : policier
- 1941 : Deux Nigauds soldats (Buck Privates) : le médecin examinateur
- 1941 : Back Street : M. White
- 1941 : Ride, Kelly, Ride (en) de Norman Foster : Jockey Agent
- 1941 : Cheers for Miss Bishop de Tay Garnett : professeur Carter
- 1941 : Las Vegas Nights : croupier
- 1941 : Le Capitaine Marvel (Adventures of Captain Marvel) : Howell [Ch. 1]
- 1941 : Federal Fugitives de William Beaudine
- 1941 : Le Fantôme invisible (Invisible Ghost) de Joseph H. Lewis : le policier Tim
- 1941 : The Spider Returns : policier
- 1941 : Folie douce (Love Crazy) : Court Clerk
- 1941 : Deux Nigauds marins (In the Navy) : lieutenant Scott
- 1941 : Desperate Cargo (en) de William Beaudine : Jim Halsey
- 1941 : Bowery Blitzkrieg (en) de Wallace Fox : l'officer Sherrill
- 1941 : Saddle Mountain Roundup : Dan Freeman, l'avocat
- 1941 : Dangerous Lady (en) de Bernard B. Ray : Jones, l'employé du magasin
- 1941 : Unexpected Uncle : le policier dans l'appartement de Kathleen
- 1941 : Ève a commencé (It Started with Eve) : le photographe au nightclub
- 1941 : Sea Raiders : 'Dolphin' Radioman [Chs. 1-2]
- 1941 : Cinquième Bureau (International Lady) : Desk Clerk
- 1941 : Hard Guy (en) d'Elmer Clifton : Tex Cassidy
- 1941 : Rendez-vous d'amour (Appointment for Love) : reporter
- 1941 : I Killed That Man : Collins
- 1941 : Harvard, Here I Come! (en) de Lew Landers : reporter
- 1941 : Dick Tracy vs. Crime Inc. (en) : Jim Wilson
- 1942 : Treat 'Em Rough : garçon de café
- 1942 : Man from Headquarters : Whalen, reporter
- 1942 : Mr. Wise Guy : Jim Barnes, Reformatory Head
- 1942 : The Dawn Express (en) : l'agent en chef James Curtis
- 1942 : Gang Busters : Richard, technicien du laboratoire de la police [Chs. 9, 11]
- 1942 : A Gentleman After Dark : employé de bureau
- 1942 : So's Your Aunt Emma : le reporter Burns
- 1942 : Top Sergeant de Christy Cabanne : capitaine ordonnant de faire sauter le pont
- 1942 : La Sentinelle du Pacifique (Wake Island) : Dr Parkman
- 1942 : Le Fruit vert (Between Us Girls) : garçon de café
- 1942 : Sin Town (en) de Ray Enright : Hanson
- 1942 : Foreign Agent : éditeur
- 1942 : La Clé de verre (The Glass Key) : Lynch
- 1942 : La Fille de la forêt (The Forest Rangers) de George Marshall : Lookout
- 1942 : 'Neath Brooklyn Bridge (en) de Wallace Fox : sergent de police Clancy
- 1942 : Queen of Broadway : Bookie
- 1943 : Affaires non classées (Silent Witness) : Jed Kelly
- 1943 : Kid Dynamite : Clancy, le second ravisseur
- 1943 : The Amazing Mrs. Holliday : reporter
- 1943 : L'Homme-singe (The Ape Man) de William Beaudine : reporter
- 1943 : Idaho (en) : Board member
- 1943 : La Kermesse des gangsters (I Escaped from the Gestapo) d'Harold Young : agent du FBI
- 1943 : Cowboy in Manhattan : maître d'hôtel
- 1943 : Colt Comrades (en) de Lesley Selander : le receveur des postes
- 1943 : Liens éternels (Hers to Hold) : officier
- 1943 : The Falcon in Danger : le manager du casino
- 1943 : Ghosts on the Loose : lieutenant de police Brady
- 1943 : Swing Shift Maisie de Norman Z. McLeod : docteur
- 1943 : Le Cavalier du Kansas (The Kansan) : Walter, un patient à l’hôpital
- 1943 : Corvette K-225 de Richard Rosson : officier
- 1943 : Hi'ya, Sailor : lieutenant de police
- 1943 : Wedtime Stories
- 1943 : Whistling in Brooklyn de S. Sylvan Simon : reporter
- 1944 : Les Nuits ensorcelées (Lady in the Dark) : photographe
- 1944 : Gambler's Choice : policier
- 1944 : South of Dixie : photographe de journal
- 1944 : Babes on Swing Street : policier
- 1944 : National Barn Dance : Radio Man
- 1944 : A Wave, a WAC and a Marine de Phil Karlson : barman
- 1944 : An American Romance de King Vidor : client
- 1944 : My Buddy (en) de Steve Sekely : l'annonceur au Convicts' Show
- 1944 : Bowery Champs de William Beaudine : sergent Ryan (non crédité)
- 1945 : Dillinger, l'ennemi public no 1 (Dillinger)
- 1945 : The Man Who Walked Alone de Christy Cabanne : policier no 1
- 1945 : The Phantom of 42nd Street : lieutenant Walsh
- 1945 : La Belle de San Francisco (Flame of Barbary Coast) : un joueur

#### Années 1946-1949
- 1946 : The Searching Wind : Reporter
- 1946 : Deadline for Murder : 2d Player
- 1946 : Le Joyeux Barbier (Monsieur Beaucaire) de George Marshall : Garde
- 1946 : 'Neath Canadian Skies : Mountie Captain
- 1946 : North of the Border : Inspector Swanson
- 1948 : Lulu Belle
- 1949 : You're My Everything de Walter Lang :Leading Man
- 1949 : Sky Liner : Col. Hanson
- 1949 : My Friend Irma : Photographer

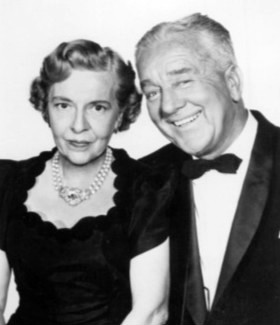
Avec Madge Kennedy (1959)

#### Années 1950
- 1950 : The Ken Murray Show (série TV) : Regular (unknown episodes, 1950-1951)
- 1952 : Blackhawk: Fearless Champion of Freedom : Defense Council Member [Chs. 7-8]
- 1952 : Just for You : Major
- 1954 : L'Amour parmi les monstres (Chained for Life) : Dr Thompson
- 1955 : Le Bagarreur du Tennessee (Tennessee's Partner) : Townsman
- 1955 : L'Homme au bras d'or (The Man with the Golden Arm) : The Turnkey
- 1956 : The She-Creature : Lombardi's Lawyer
- 1956 : Calling Homicide : Pierson
- 1956 : Le Tour du monde en quatre-vingts jours (Around the World in Eighty Days) : Cameo appearance
- 1957 : Up in Smoke : Police Clerk
- 1958 : I Married a Woman : Old Cop
- 1959 : The Atomic Submarine : Secretary of Defense Justin Murdock

### comme producteur
- 1918 : Madame Spy